# Blurb

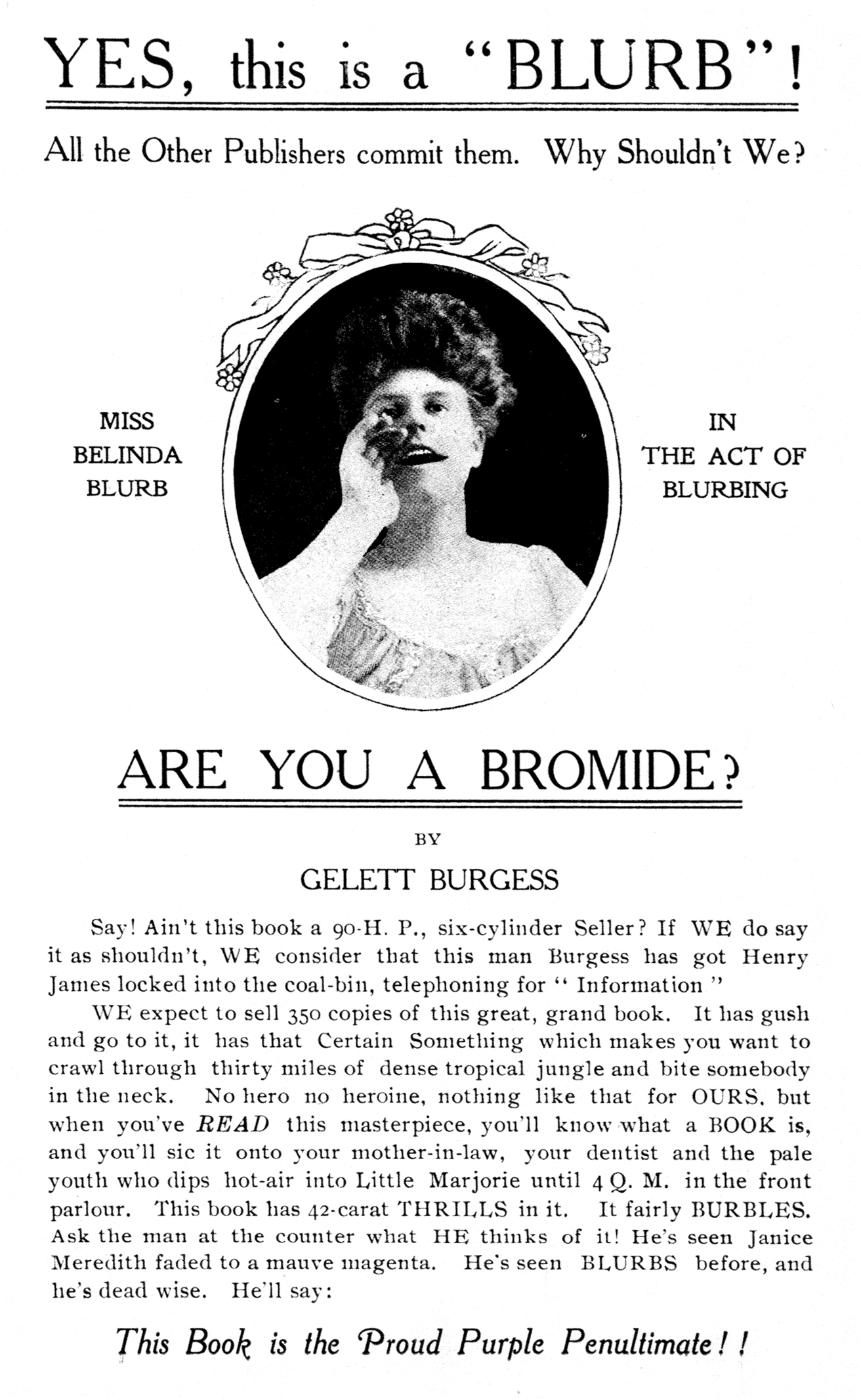
Blurb original

Um blurb é uma breve descrição de um livro, filme ou outro produto escrito para fins promocionais e aparecendo na capa de um livro ou em um anúncio publicitário. Pode ser escrito pelo autor ou editor ou citar elogios de outros. Os anúncios foram originalmente impressos na contracapa ou sobrecapa de um livro e agora são encontrados em portais e sites de notícias. Um blurb pode apresentar um jornal ou um livro.

## História

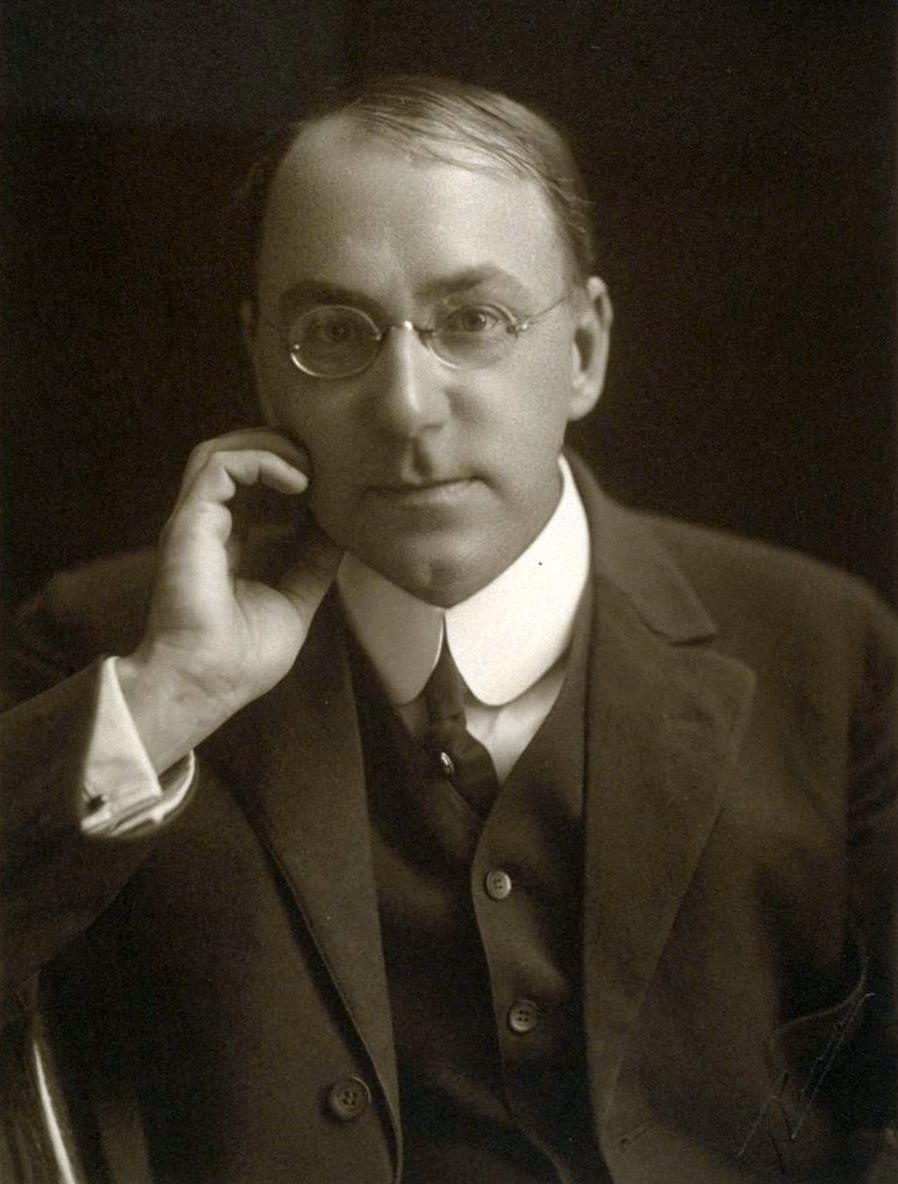
Gelett Burgess por volta de 1910

Nos Estados Unidos, a história do blurb começa com a coleção de Walt Whitman, Leaves of Grass. Em resposta à publicação da primeira edição em 1855, Ralph Waldo Emerson enviou a Whitman uma carta de felicitações, incluindo a frase "Eu o saúdo no início de uma grande carreira": no ano seguinte, Whitman teve essas palavras estampadas em folha de ouro na lombada da segunda edição.
A palavra blurb foi cunhada em 1906 pelo humorista americano Frank Burgess (1866–1951). A primeira edição de outubro de 1906 de seu pequeno livro Are You a Bromide? foi apresentado em uma edição limitada a um jantar anual da associação comercial. O costume em tais eventos era ter uma sobrecapa para promover o trabalho e, como descreveu a editora de Burgess B. W. Huebsch, "a imagem de uma donzela—enfraquecida, heroica ou coquete—de qualquer maneira, uma donzela na sobrecapa de todo romance".
Nesse caso, a sobrecapa proclamava "SIM, isso é um 'BLURB'!" e a foto era de uma jovem (fictícia) "Miss Belinda Blurb" fazendo um gesto de fala. O nome e o termo ficaram com o conteúdo de qualquer editor na contracapa de um livro, mesmo depois que a foto foi retirada e apenas o texto permaneceu.
Na Alemanha, é considerado que o blurb foi inventado por Karl Robert Langewiesche por volta de 1902. No uso bibliográfico alemão, geralmente está localizado na segunda página do livro, embaixo do meio título, ou na sobrecapa.[carece de fontes?]

## Livros
Um blurb de um livro pode ser qualquer combinação de citações do trabalho, autor, editor, revisores ou fãs, resumo do enredo, biografia do autor ou simplesmente alegações sobre a importância do trabalho.
Na década de 1980, Spy publicou "Logrolling in Our Time", que expunha escritores que escreviam blurbs para os livros uns dos outros.

### Solicitações de blurbs
Escritores de destaque podem receber grandes volumes de solicitações de blurbs de autores aspirantes. Isso levou alguns escritores a recusar tais solicitações por uma questão de política. Por exemplo, Gary Shteyngart anunciou no The New Yorker que não escreveria mais blurbs, exceto alguns escritores com quem ele tinha uma conexão profissional ou pessoal. Neil Gaiman relata: "De vez em quando, paro de fazer blurbs... O hiato dura um ano ou dois, e então me sinto culpado ou alguém me pergunta na hora certa, e eu me arrependo". Jacob M. Appel relata que recebeu de quinze a vinte pedidos de blurbs por semana e atendeu  "o máximo que pôde".

### Blurbs de paródia
Muitos livros e filmes de comédia parodiam blurbs que oferecem elogios exagerados por pessoas improváveis e insultos disfarçados de elogios.
- Monty Python and the Holy Grail - "Faz Ben Hur parecer épico"
- 1066 and All That - "Estamos ansiosos pelo aparecimento de seu último trabalho"

A sátira de Harvard Lampoon de O Senhor dos Anéis, intitulada Bored of the Rings, usou deliberadamente blurbs falsos de autores falecidos na contracapa. Um dos blurbs dizia "Um dos dois ou três livros..." e nada mais.

## Filme
Os blurbs cinematográficos fazem parte da campanha promocional de filmes e geralmente consistem em extratos positivos e coloridos de resenhas publicadas.
Muitas vezes, os blurbs cinematográficos são criticados por tirar as palavras de contexto. O New York Times informou que "o jogo também está evoluindo à medida que os críticos de cinema de jornais desaparecem e os estúdios ficam mais confortáveis citando blogueiros da Internet e sites de filmes em seus blurbs, uma prática que ainda deixa muito potencial para os cineastas serem enganados. Felizmente para os consumidores, existe uma cavalaria: surgiram sites de vigilância e o número de sites que agregam avaliações de críticos estabelecidos está subindo constantemente. ... Ajudando a manter os estúdios alinhados hoje em dia, estão sites de vigilância como o eFilmCritic.com e The Blurbs, uma coluna na Web da revista Gelf, escrita por Carl Bialik, do Wall Street Journal".
Slate escreveu na coluna "Explainer": "Quanta liberdade os estúdios de cinema têm em escrever blurbs? Uma quantidade justa. Não há nenhuma verificação oficial sobre a exibição de um blurb enganoso, além das leis usuais contra publicidade falsa. Os estúdios precisam enviar materiais de publicidade, como anúncios em jornais e trailers, para a Motion Picture Association of America para aprovação. Mas a MPAA analisa os anúncios por seu tom e conteúdo, não pela precisão de suas citações. ... Como cortesia, os estúdios costumam publicar a nova citação condensada do crítico antes de enviá-la para impressão".